# Massaker von Awa’uq
Das Massaker von Awa’uq (englisch Awa’uq Massacre) war ein Massenmord von Russen an 500–2000 oder 2500–3000 Sugpiaq (Die Konjagen oder Kodiak-Insel-Yupik), der Zivilbevölkerung in Russisch-Amerika, der sich am 14. August 1784 ereignete. Vor dem Kontakt mit den Europäern lag die Bevölkerungszahl der Sugpiaq zwischen 15.000 und 18.500. Seit etwa 1735 leisteten die Sugpiaq dem Vordringen der russischen Kolonialmacht Widerstand, was zu einer drastischen Reduzierung der Einwohnerzahl führte. Im September 1783 landete Grigori Iwanowitsch Schelichow mit zwei Schiffen und knapp 200 Mann auf der Insel Kodiak, wo er eine Handelsniederlassung gründete, obwohl dort ansässige russische Pelztierjäger ihn gewarnt hatten, da es auf der Insel zu erheblichen Auseinandersetzungen mit der indigenen Bevölkerung gekommen war. Im Sommer 1784 versammelten sich die überlebenden Sugpiaq, zumeist Frauen und Kinder, am “Refuge Rock”, wo sie im August 1784 von dem russischen Pelzhändler Schelichow und seinen Männern umgebracht wurden.
Auf Alutiiq, der Sprache der dortigen Einwohner, heißt ein Brandungspfeiler auf dem Sitkalidak Island im Kodiak-Archipel bis heute Awa’uq (wörtliche Übersetzung: stumm oder betäubt werden).